# Carl Eduard Güthling
Carl Eduard Güthling (* 23. Februar 1824 in Lengerich (Westfalen); † 24. April 1896 in Liegnitz, Niederschlesien) war ein deutscher Klassischer Philologe, Historiker und Gymnasialdirektor.

## Leben
Carl Eduard Güthling, der Sohn eines Torwächters, verbrachte seine Kindheit in Lengerich und Paderborn, wo er ab 1835 das Gymnasium Theodorianum besuchte. Nach der Reifeprüfung (24. August 1843) studierte er ab dem Sommersemester 1844 an der Königlichen Akademie zu Münster Klassische Philologie, Philosophie, Germanistik und Geschichte. Das Wintersemester 1847/48 verbrachte er an der Friedrich-Wilhelms-Universität zu Berlin, wo er Vorlesungen bei August Boeckh, Karl Wilhelm Ludwig Heyse, Karl Richard Lepsius und Leopold George hörte. Am 31. März 1848 bestand er in Münster die Lehramtsprüfung.
Zu Ostern 1848 wurde Güthling am Ratsgymnasium Minden angestellt. Er leistete dort sein Probejahr ab, wurde Ostern 1849 zum Hilfslehrer ernannt, zum 5. Februar 1850 zum ordentlichen Lehrer und zum 1. Oktober 1851 zum Oberlehrer. Nebenbei arbeitete er an seiner Promotion. Dazu reichte er an der Eberhard Karls Universität Tübingen eine Dissertation über die Historiografie des Thukydides ein. Aufgrund dieser Arbeit wurde er am 25. November 1856 (in absentia unter Erlassung der mündlichen Prüfung) zum Dr. phil. promoviert.
Nach einigen Jahren verließ Güthling seine westfälische Heimat: Am 10. Oktober 1861 wurde er zum Prorektor und ersten Oberlehrer an das Gymnasium in Bunzlau (Schlesien) berufen. Diese Stelle trat er zu Ostern 1862 an. Bereits drei Jahre später (Ostern 1865) wechselte er als Direktor an das Evangelische Gymnasium in Lauban. Zum 1. Juli 1867 wurde er zum Direktor des Städtischen Evangelischen Gymnasiums in Liegnitz ernannt, das er 22 Jahre lang leitete. Für seine Verdienste erhielt er den Roten Adlerorden 4. Klasse. Nachdem ihm eine Augenkrankheit zu schaffen machte, trat er zu Ostern 1889 in den Ruhestand. Sein Nachfolger wurde Wilhelm Gemoll.
Carl Eduard Güthling war mit Karoline geb. Schmidt verheiratet. Aus dieser Ehe stammten zwei Söhne: Der Philologe und Gymnasiallehrer Otto Güthling (1853–1931) und Carl Adolf Ernst Güthling (1859–vor 1888).
Neben dem Schuldienst veröffentlichte Güthling wissenschaftliche Abhandlungen zur lateinischen Literatur und Stilistik, zu deutschen Humanisten und zur Methodik des Lateinunterrichts.

## Schriften (Auswahl)
- Moritz, Herzog und Kurfürst von Sachsen. 2 Teile, Minden 1858–1859 (Schulprogramm) Digitalisat
- Des L. Annäus Seneca Apokolokyntosis. Übersetzt und erläutert. Minden 1861 Digitalisat
- De Latinitate falso suspecta. Bunzlau 1863 (Schulprogramm)
- Beiträge zur Kenntniss der classischen Latinität. Bemerkungen und Nachträge zu dem Krebs-Allgayerischen Antibarbarus der lateinischen Sprache. Berlin 1866
- Die ersten westfälischen Humanisten. In: Festschrift zur Einweihung des Gymnasiums in Liegnitz. Liegnitz 1867, S. 9–24
- De Titi Livii oratione cap. I quod est de usu verborum simplicium. Liegnitz 1867 (Schulprogramm)
- De Taciti Agricola. Liegnitz 1878 (Schulprogramm)